# Pianokwartet in c-mineur
Frank Bridge componeerde zijn Pianokwartet in c mineur in 1902, terwijl hij nog aan het studeren was aan de Royal Academy of Music. Bij dat instituut konden musici vaak hun werken laten spelen, en zo kwam het dat op 23 januari 1903 dit pianokwartet aldaar te horen was. Bridge speelde zelf mee op de altviool.
Het kwartet voor viool, altviool, cello en piano moest lang wachten op een opname. Pas in 2008 werd het voor Dutton Vocalion vastgelegd door het Fibonacci Sequence met Kathron Sturrock (piano) voor een compact disc met nog obscuurder materiaal: een onvoltooid pianotrio van Edward Elgar en pianokwintet uit 1916 van Adela Maddison.

## Delen
1. Allegro ma non troppo
2. Scherzo: presto
3. Poco adagio
4. Presto